# Монаксий
Флавий Монаксий (на латински: Flavius Monaxius) е политик на Източната Римска империя през началото на 5 век.
От 17 януари 408 до 26 април 409 г. Монаксий е praefectus urbi на Константинопол. Той става преториански префект на Изтока между 10 май и 30 ноември 414 г. и за втори път между 26 август 416 и 27 май 420 г. През 419 г. Монаксий е консул заедно с Флавий Плинта.